# 拜倫龍屬
拜倫龍屬（學名：Byronosaurus）是傷齒龍科恐龍的一個屬，生活於上白堊紀。牠的屬名是紀念拜倫先生（Byron Jaffe），以感謝他及其家人對蒙古科學院、美國自然歷史博物館的古生物學挖掘團隊的支持與援助。拜倫龍的第一個標本於1993年在蒙古戈壁沙漠的烏哈托喀被發現，第二個則於1996年在大約8公里以外的地方被發現。

## 古生物學
拜倫龍是小型、敏捷的恐龍，約只有1.5米長及50厘米高。牠的體重約有4公斤。不像其他的傷齒龍科，拜倫龍的牙齒是沒有鋸齒的，呈針狀，適合捕捉小型的鳥類、蜥蜴及哺乳動物。這些牙齒與始祖鳥最為相似。

## 化石

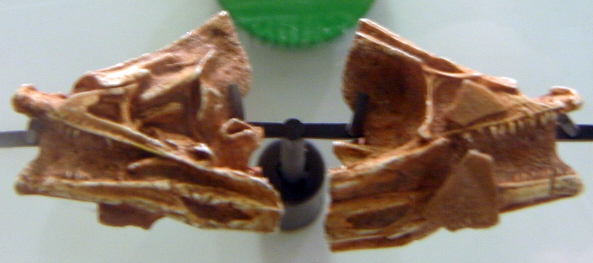
編號IGM 100/972的幼年頭顱骨標本

目前發現了兩個拜倫龍的成年化石，都是頭顱骨。其中一個長23公分的標本，保存狀況比其他已發現的傷齒龍科頭顱骨更為良好。這個頭顱骨在鼻端有空間，可以讓空氣先從鼻孔進入再經過口部，這是與現今鳥類相似的特徵。
在1994年，馬克·諾瑞爾（Mark Norell）等人曾經研究過兩個幼體標本（編號IGM 100/972、IGM 100/974）。這兩個標本發現於蒙古的德加多克塔組（Djadochta Formation），鄰近火焰崖，位於一個偷蛋龍類的蛋巢內。由於其中一顆蛋內有偷蛋龍類胚胎，幾乎可以確定這個蛋巢是屬於偷蛋龍類。當時，諾瑞爾等人將這兩個部分顱骨歸類於馳龍科。在2009年，諾瑞爾等人經過重新研究後，將這兩個部分顱骨改歸類於拜倫龍。這兩個顱骨屬於幼年個體，鄰近者蛋殼碎片。科學家無法解釋為何幼年拜倫龍會出現在偷蛋龍類的蛋巢。目前的相關解釋有：幼年拜倫龍成為偷蛋龍類的獵物、牠們以剛出生的偷蛋龍類為食、拜倫龍有依賴、與其他動物共生的習性。